# Peter Spohr

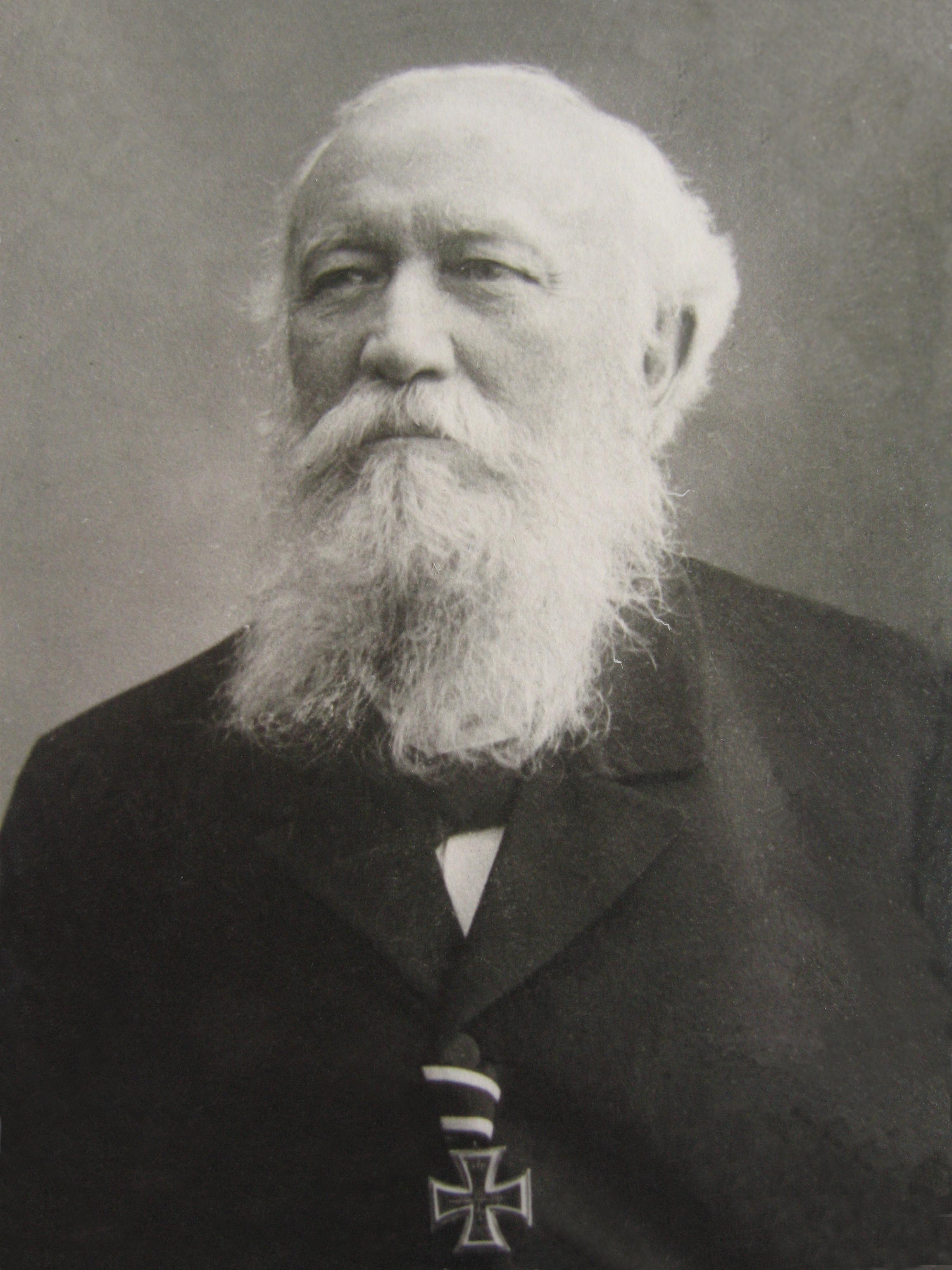
Peter Spohr mit dem Eisernen Kreuz I. Klasse

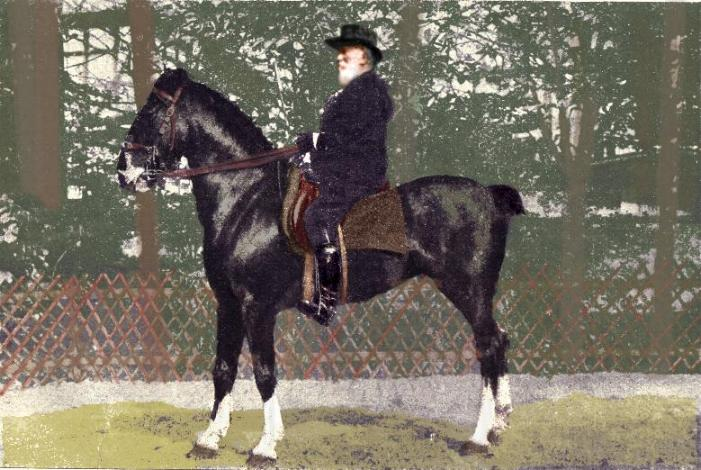
Oberst Spohr zu Pferde im Alter von 84 Jahren

Peter Hartmuth Spohr (* 27. Februar 1828 in Deutz; † 10. Februar 1921 in Gießen) war ein preußischer Offizier und Verfasser zahlreicher militärischer Schriften. Sein Hauptinteresse aber galt den Reitpferden (Klassische Reitkunst und der Heilkunde) sowie den naturheilkundlichen Behandlungsmethoden seiner Zeit (u. a. Die Rolle der Medizin in meinem Leben, Die Bein- und Hufleiden der Pferde, Die Logik in der Reitkunst).

## Leben
Peter Spohr wurde am 27. Februar 1828 in Köln-Deutz als erstes von 10 Kindern der Anna Maria Spohr, geborene Fuchs (* 24. Juni 1800 in Honnef; † 2. August 1886 in Antweiler) und des Peter Spohr (* 30. August 1803 in Eupen; † 26. Juli 1871 in Bonn), ein Vermessungsbeamter, geboren. Er besuchte 1837 bis 1845 das Gymnasium in Bonn und studierte 1845 bis 1848 Jura, Rechts- und Staatswissenschaften an der Universität Bonn. Seit 1845 gehörte er der Burschenschaft Alemannia Bonn an.
1849 wurde er zum Militärdienst eingezogen, er begann als Kanonier in der 7. Artilleriebrigade und erhielt 1850 bis 1853 eine militärische Ausbildung an der vereinigten Artillerie- und Ingenieurschule in Berlin. 1851 wurde er Sekonde-Leutnant, 1859 Premier-Leutnant, 1864 Hauptmann und Lehrer an der Kriegsschule in Engers am Rhein, 1866 Batterie-Kommandeur im Feldzug.
1868 heiratete er Friederike Philipp (* 26. Februar 1847 in Nischburg/Nižbor; † 1. Juni 1902 in Burg Pürglitz bei Prag) in Prag, mit der er drei Söhne hatte: Roderich Max Egon Siegfried Spohr (* 28. Oktober 1869 in Engers am Rhein; † 16. Juli 1918 in Frankfurt am Main), Curt Edgar Waldemar Spohr (* 5. Juli 1872 in Jülich; † 30. Juni 1944 in Gießen) und Wilfried (* 1873 in Glogau; † 16. Mai 1874 in Glogau).
Spohr nahm als Artillerieoffizier der Preußischen Armee 1870/71 am Krieg gegen Frankreich als Kommandeur der kombin. 2. Hessischen Festungsabteilung Nr. 11 in Frankreich teil, 1872 als Major beim Fuß-Art.-Reg. Nr. 6 in Glogau, 1873 als Batl.-Kommandeur beim Brandenbg. Fußart.-Reg. Nr. 3 in Mainz. Er wurde mit dem Eisernen Kreuz II. Klasse ausgezeichnet. Zuletzt war er Oberstleutnant und fungierte als Kommandeur des Fußartillerie-Regiments Nr. 15 in Straßburg, bis er am 24. März 1881 mit der gesetzlichen Pension zur Disposition gestellt wurde und in Gießen lebte. Am 19. September 1891 erhielt er noch den Charakter als Oberst.
Er ist als einer der Begründer der Naturheilkunde in der Veterinärmedizin zu sehen. Sein Hauptwerk ist zweifellos Die Logik in der Reitkunst, eine vierbändige Reitlehre und detaillierte Analyse der Zusammenhänge zwischen Hilfengebung bzw. der Ausbildung und den anatomischen Verhältnissen und Bewegungsabläufen von Pferden, die ein zuvor unbekanntes Niveau erreichte.

## Werke
- Geschichte der Beobachtung, Belagerung und Beschießung von Mézières. Berlin 1879. Digitalisat
- Die Cernierung, Belagerung und Beschiessung von Thionville 1870/71. Berlin 1875. Digitalisat
- Vorzüge der Naturheilkunde. 1894 Digitalisat
- Die Logik in der Reitkunst. Originalausgabe in 4 Bänden, 1903 bis 1909, Reprint bei Georg Olms Verlag, Hildesheim, 1979, ISBN 3-487-08187-3.
- Die naturgemäße Gesundheitspflege der Pferde als Vorbeugung gegen Krankheiten. Mit besonderer Berücksichtigung militärischer Verhältnisse. 4. vermehrte und verbesserte Auflage, Hannover 1904.
- Die Naturheilkunde und ihre Gegner. Karl Lentze, Leipzig 1905.
- Die Zäumung bei Reit- und Kutschpferden., Hannover 1888. Digitalisat
- Über die Kondition unserer Militärdienstpferde, und die Mittel, sie herbeizuführen und zu erhalten. Verlag Schickhardt und Ebner, Stuttgart 1912; Nachdruck in Jagdpferde : zusammengewürfelte Gedanken über Jagd u. Zucht; Verlag Olms, Hildesheim 1981, ISBN 3-487-08206-3
- Bein- und Hufleiden der Pferde. Reprint Verlag Th. Schäfer Hannover, ISBN 3-88746-368-4. Digitalisat